# Miroslava Stern
Pour les articles homonymes, voir Stern.
Miroslava Šternová Beka, connue comme Miroslava Stern ou encore Miroslava (née un 26 février 1925 ou 1926 à Prague - morte le 9 ou 10 mars 1955 à Mexico) était une actrice mexicaine d'origine tchèque. Belle, dépressive et suicidaire, Miroslava dégage une aura de mystère et de romantisme, qui lui a valu d'être comparée à Marilyn Monroe.

## Biographie
Miroslava nait à Prague, en Tchécoslovaquie, dans les années 1920, et devient la fille adoptive du docteur Oscar Šternov et de Miroslava Beka. Malgré leur position économique confortable, ils sont obligés de fuir les persécutions nazies à la fin des années 1930, et sont emprisonnés un certain temps dans un camp de concentration, avant de fuir vers la Scandinavie et d'arriver au Mexique en 1940 ou 1941.
En 1944, la mère de Miroslava décède d'un cancer, ce qui entraine la jeune femme dans la dépression. Son père l'envoie alors à New York, aux États-Unis, pour qu'elle suive des études de décoration et d'architecture. De retour à Mexico, elle remporte un concours de beauté lors d'un bal du Country Club où elle est remarquée par son physique envoûtant. Elle décide d'apprendre le métier d'actrice au Teatro de las Artes du metteur en scène Seki Sano, et tombe amoureuse de l'un de ses disciples, Jesús Jaime Gómez Obregón, qu'elle épouse le 2 février 1946. Leur mariage dure moins d'un an et finit par un divorce, lorsque l'homosexualité d'Obregón est dévoilée. 
Miroslava  débute au cinéma en 1946 dans Bodas trágicas de Gilberto Martínez Solares, aux côtés d'Ernesto Alonso. Sa carrière comprend 27 longs métrages qui l'ont convertie (plutôt a posteriori) en icône du cinéma mexicain. Son physique, son accent slave et sa personnalité suicidaire lui ont valu d'être souvent comparée à Marilyn Monroe. Ces mêmes caractéristiques l'ont par ailleurs cantonnée à des rôles souvent mineurs, desquels se détache son interprétation dans La Vie criminelle d'Archibald de la Cruz de Luis Buñuel. Les spécialistes de séries B de films d'horreur reconnaissent aussi en elle une actrice fétiche, grâce à ses apparitions dans La muerte enamorada, et  El monstruo resucitado (The Revived Monster) de Chano Urueta.
Dans les années 1950, Miroslava  entame une liaison avec le torero espagnol Luis Miguel Dominguín lors de sa visite à la Plaza de Toros de Mexico. Nommée ambassadrice du cinéma mexicain à l'occasion de la Mostra de Venise, elle voyage en Europe et retrouve son amant, qui la reçoit en Espagne puis à la villa San Michele de Capri, en Italie. Miroslava retourne au Mexique et apprend trois mois plus tard, le 1er mars 1955, le mariage de Dominguín  avec l'actrice italienne Lucia Bosè. Une semaine plus tard, le 10 mars à midi, Miroslava est retrouvée morte dans son appartement, empoisonnée aux barbituriques.
La vie mouvementée de l'actrice a inspiré en 1993 le film Miroslava (en), interprété par Arielle Dombasle.

## Filmographie
- 1946 : Bodas trágicas de Gilberto Martínez Solares
- 1947 : Vole, jeunesse ! (¡A volar joven!) de Miguel M. Delgado
- 1947 : Cinco rostros de mujer de Gilberto Martínez Solares
- 1948 : Juan Charrasqueado d'Ernesto Cortázar
- 1948 : Le Règne de la terreur de Roberto Gavaldón
- 1948 : Nocturno de amor d'Emilio Gómez Muriel
- 1948 : Una Aventura en la noche de Rolando Aguilar
- 1949 : Secreto entre mujeres
- 1950 : La Casa chica de Roberto Gavaldón
- 1950 : La Liga de las muchachas de Fernando Cortés
- 1950 : La Posesión de Julio Bracho
- 1951 : El Puerto de los siete vicios d'Eduardo Ugarte
- 1951 : Ella y yo de Miguel M. Delgado
- 1951 : La Corrida de la peur de Robert Rossen
- 1951 : La Muerte enamorada d'Ernesto Cortázar
- 1951 : Le Bagne des filles perdues de Miguel M. Delgado
- 1951 : Monte de piedad de Carlos Véjar fils
- 1951 : Trotacalles de Matilde Landeta
- 1952 : Dos caras tiene el destino de Agustín P. Delgado
- 1952 : Música, mujeres y amor de Chano Urueta
- 1953 : El Monstruo resucitado de Chano Urueta
- 1953 : La Bestia magnifica (Lucha libre) de Chano Urueta
- 1953 : Las tres perfectas casadas de Roberto Gavaldón
- 1953 : Reportaje d'Emilio Fernández
- 1953 : Sueños de gloria de Zacarías Gómez Urquiza
- 1954 : La Visita que no tocó el timbre de Julián Soler
- 1955 : Escuela de vagabundos de Rogelio A. González
- 1955 : La Vie criminelle d'Archibald de la Cruz de Luis Buñuel
- 1955 : Más fuerte que el amor de Tulio Demicheli
- 1955 : Le juge Thorne fait sa loi (Stranger on Horseback) de Jacques Tourneur

### Filmographie
- 1993 : Miroslava d'Alejandro Pelayo, avec Arielle Dombasle incarnant Miroslava adulte.